# IG Farben
A IG Farben (abreviatura de Interessen-Gemeinschaft Farbenindustrie AG) ("Grupo de Interesses da Indústria de Tintas SA"), companhia fundada em 1925 por aglomeração de um conjunto das maiores companhias químicas, mas que já trabalhavam em conjunto desde a Primeira Guerra Mundial.
A IG Farben deteve um monopólio quase total da produção química na Alemanha Nazista. Durante seu apogeu IG Farben foi a quarta maior empresa do mundo, depois da General Motors, U.S. Steel e Standard Oil Company. Farben em alemão significa: "tintas", "corantes" ou "cores" e inicialmente muitas destas empresas produziram tinturas, mas em breve começaram a dedicar-se a outros setores mais avançados da indústria química. A fundação da IG Farben foi uma reação à derrota da Alemanha na Primeira Guerra Mundial. Antes da guerra, as empresas de tintas alemãs tinham uma posição dominante no mercado mundial, que perderam durante o conflito. Uma solução para reconquistar essa posição foi através da fusão.

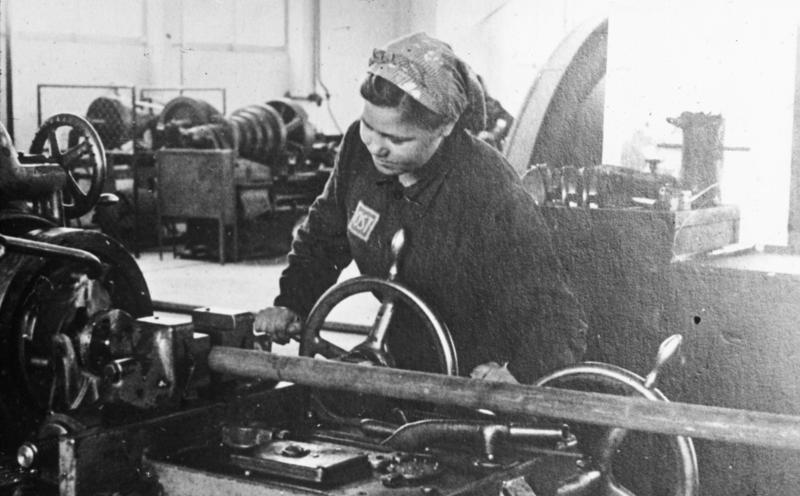
Mulher com a designação Ostarbeiter no uniforme (terminologia nazista para os prisioneiros do leste europeu que faziam trabalhos forçados) em uma fábrica subsidiária da IG Farben em Auschwitz

A IG Farben, com sede em Frankfurt am Main, consistia das seguintes principais empresas:
- AGFA (Actien-Gesellschaft für Anilin-Fabrikation), com sede em Berlim
- BASF (Badische Anilin- und Sodafabrik AG), com sede em Ludwigshafen am Rhein
- Bayer (Farbenfabriken vorm. Friedr. Bayer & Co., com sede em Leverkusen
- Chemische Fabrik Griesheim-Elektron
- Chemische Fabrik Kalle & Co. AG
- Chemische Fabriken Weiler-ter Meer
- Cassella (Farbwerke Leopold Cassella & Co.)
- Hoechst AG (Farbwerke vorm. Meister Lucius und Brüning AG)

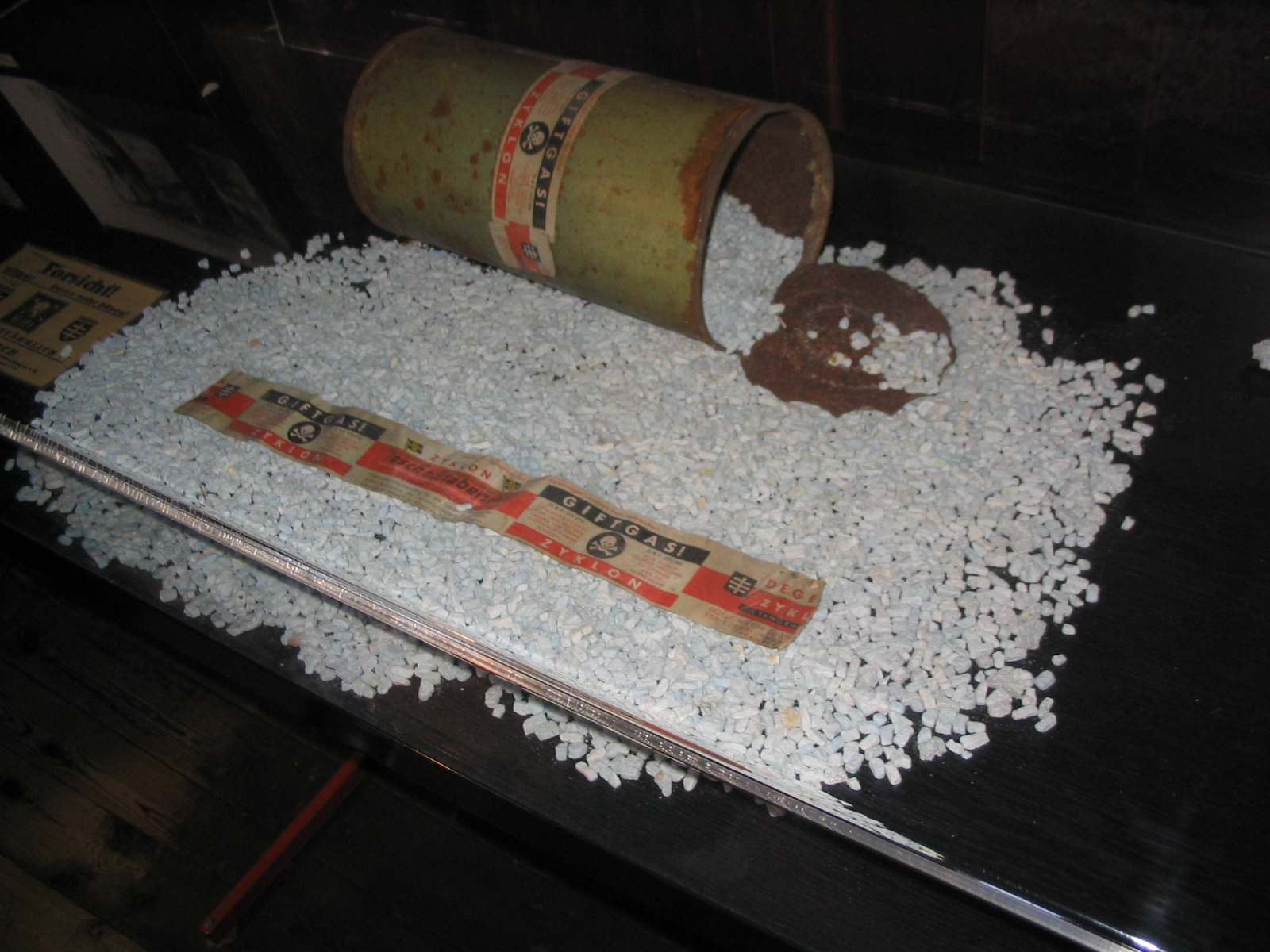
Zyklon B (fabricado pela IG Farben)

Em 1932 a IG Farben criou o Círculo de Amigos do Reichsführer SS e demitiu todos os diretores judeus.

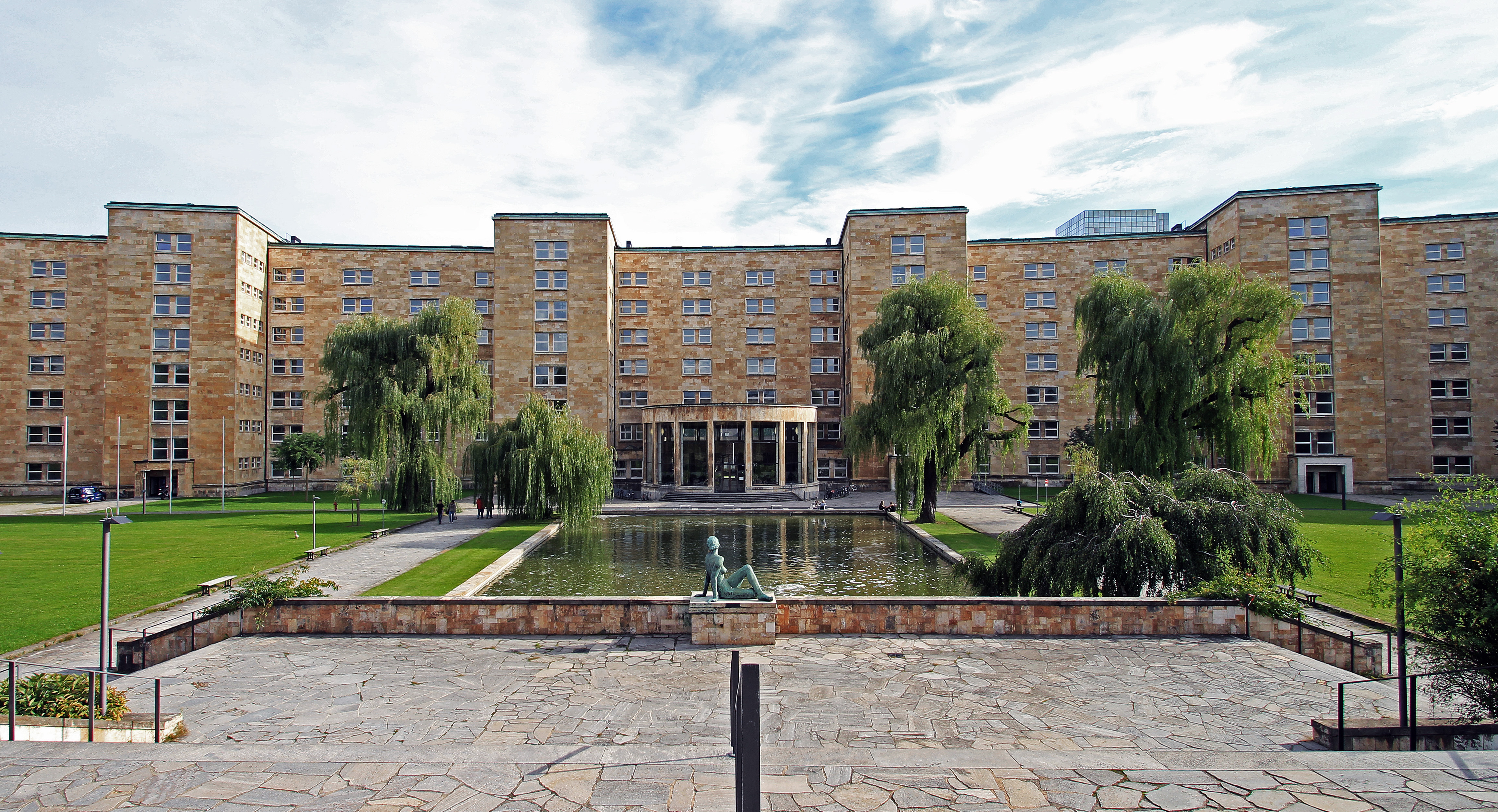
Sede da IG Farben (atualmente Universidade de Frankfurt)

Durante o planejamento da invasão da Polónia e Checoslováquia, a IG Farben cooperou com os oficiais nazistas.

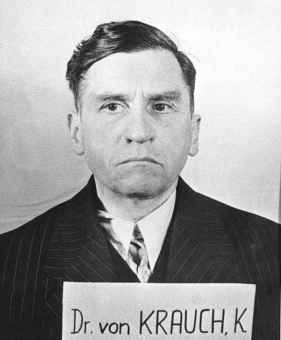
Carl Krauch (Presidente da IG Farben) durante o I.G.-Farben-Prozess

A IG Farben construiu uma fábrica para a produção de óleo sintético e borracha (a partir do carvão) em Auschwitz, que foi uma pedra basilar no início da actividade da SS neste local durante o Holocausto.
No auge, em 1944, esta fábrica fazia uso de 83 000 trabalhadores escravos. O pesticida Zyklon B, para o qual a IG Farben detinha a patente e que era usado nas câmaras de gás para o assassínio massivo, era fabricado pela Degesch (Deutsche Gesellschaft für Schädlingsbekämpfung), uma empresa detida pela IG Farben.
Dos 24 directores da IG Farben acusados no Processo IG Farben perante um tribunal militar americano nos Julgamentos de Nuremberg, 13 foram condenados a prisão, entre 1½ e 8 anos.
Com o fim da Segunda Guerra Mundial, nos anos 1950, a multinacional foi dividida em:
- AGFA
- Bayer
- BASF

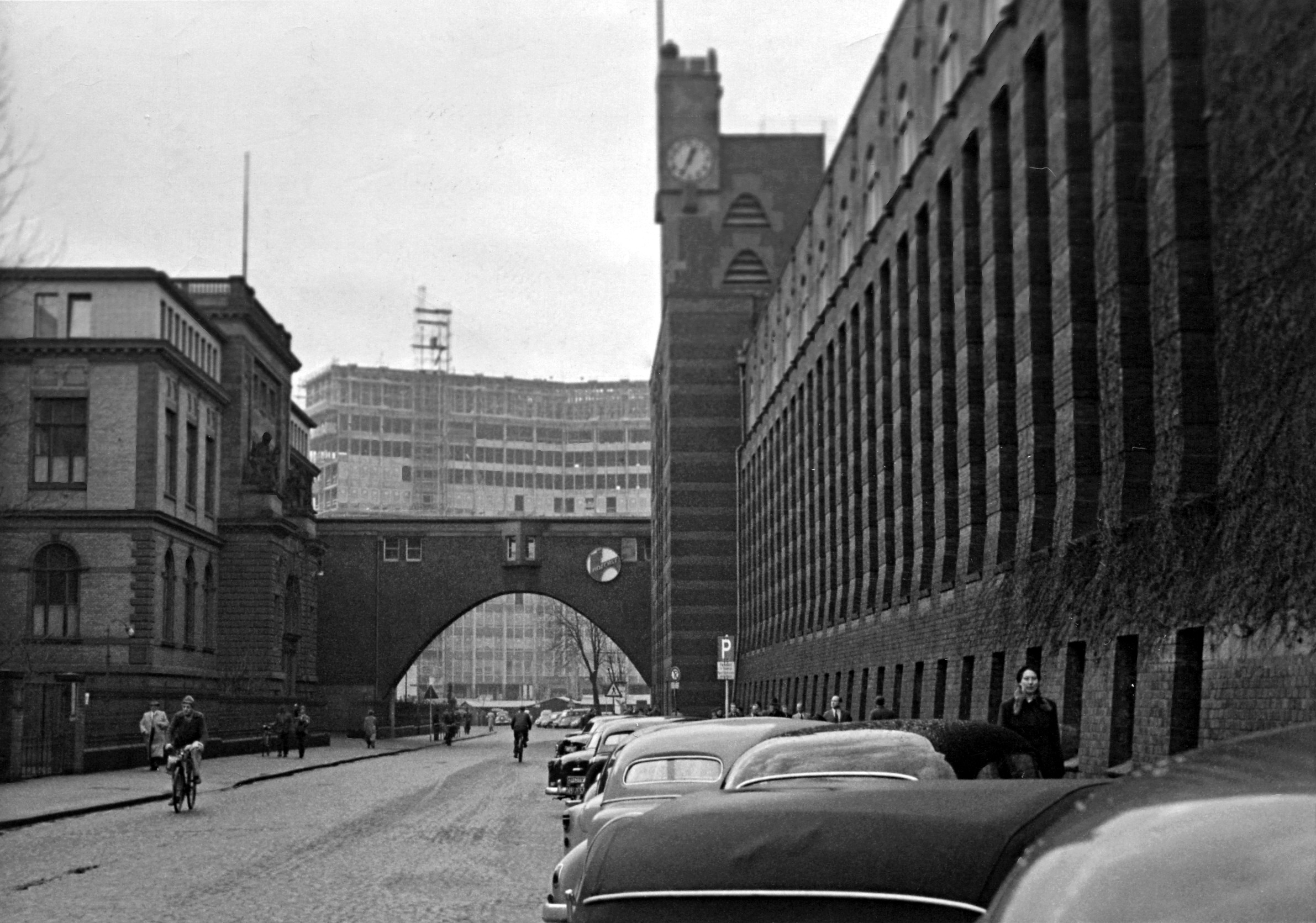
Technisches Verwaltungsgebäude der Hoechst AG nos anos 1950

- Hoechst AG (incluindo a Cassella e a Kalle AG)
- IG Farben in Abwicklung ("IG Farben em dissolução")

## Divisão
Devido à gravidade dos crimes cometidos pela IG Farben durante a Segunda Guerra Mundial, a empresa foi considerada demasiado corrupta para continuar a existindo. A União Soviética aproveitou a maior parte dos ativos da IG Farben localizados na zona de ocupação soviética (ver Plano Morgenthau), como parte de seus pagamentos de reparação pelos danos da guerra. Os aliados ocidentais no entanto, em 1951, dividiram a empresa em sua versão original até as empresas constituintes. Atualmente só a AGFA, a BASF, Hoechst AG (Conglomerado Sanofi-Aventis) e a Bayer continuam existindo.
No Brasil, a marca BASF é conhecida pelas fitas cassetes e de videocassete, tintas, agrotóxicos, medicamentos e inúmeros outros produtos e segmentos.

## Citações
"O cartel da Farben surgiu em 1926, quando Hermann Schmitz criou a empresa química supergigante a partir de seis companhias alemãs, que já eram gigantes... Vinte anos depois, o mesmo Hermann Schmitz foi julgado em Nuremberg por seus crimes de guerra cometidos pelo cartel I.G. Farben. Outros diretores da I.G. Farben também foram julgados, mas os afiliados americanos da I.G. Farben e os diretores americanos da própria I.G. foram caladamente esquecidos; a verdade estava enterrada nos arquivos." (Wall Street and the Rise of Hitler, Sutton, pg 33).